# 博斯科基耶萨诺瓦
博斯科基耶萨诺瓦（義大利語：Bosco Chiesanuova），是意大利威尼托大区维罗纳省的一个市镇。总面积64.66平方公里，人口3661人，人口密度56.6人/平方公里（2009年）。国家统计（ISTAT）代码为023011。